# Régiment de Pondichéry
Le régiment de Pondichéry est un régiment d'infanterie des colonies du royaume de France, créé en 1772, devenu sous la Révolution le 107e régiment d'infanterie de ligne.

## Création et différentes dénominations
- 1772 : Création du régiment de Pondichéry.
- 31 mai 1791 : Prend le nom de 107e régiment d'infanterie de ligne ci-devant Pondichéry

## Mestres de campetcolonels
- 30 décembre 1772 : N de Saint-Césaire
- 25 octobre 1776 : N des Auvergnes
- 22 août 1780 : N d'Albignac
- avril 1782 : Thomas comte de Conway[1]
- 16 janvier 1784 : François-Louis Teissèdre de Fleury
- novembre 1786 : Michel comte de Laumur
- 16 novembre 1792 : Jean-Baptiste Seroux d'Agincourt

## Historique des garnisons, combats et batailles du régiment

### Origines
Les troupes coloniales sont créés par ordonnance royale du 18 août 1772
Le « régiment de Pondichéry », est créé par ordonnance royale du 30 décembre 1772 avec une partie de la légion de l'Ile-de-France qui se trouvait à Pondichéry sous les ordres de Pierre Jean Baptiste François Xavier Legardeur de Repentigny.
Le régiment de Pondichéry n'est totalement organisé que le 4 octobre 1773.

### Guerre d'indépendance des États-Unis
Par ordonnance royale en date du 21 juillet 1775 le régiment est réduit à 1 bataillon composé de 10 compagnies, dont une de grenadiers, une de chasseurs et huit de fusiliers, qui fut charger de supporter la défense des possessions françaises en Inde, avec quelques compagnies de Cipayes contre les forces Anglaises durant la campagne des Indes dans le cadre Guerre d'indépendance des États-Unis.
Après avoir défendu vaillamment Mahé, le régiment de Pondichéry et deux compagnies de canonniers sont assiégés dans Pondichéry, le 21 août 1778, par les troupes de la compagnie des Indes anglaise durant dix semaines. 
Dans la capitulation de qui suivit, le 17 octobre 1778, il fut expressément convenu avec le général anglais Munro que le régiment garderait ses drapeaux et serait transporté à l'Ile de France aux frais de Sa Majesté Britannique. Cette capitulation fut finalement violée. Non-seulement le régiment de Pondichéry fut embarqué pour la France, au lieu d'être conduit à l'Ile de France, mais, le 1er mai 1779, le navire français le Sartines, frété par le gouvernement de Madras pour transporter une partie du corps, ayant été rencontré dans le sud du cap Saint-Vincent par le vaisseau anglais de 50 canons, le Romney, commandé par le capitaine Roddam Home, fut traité en ennemi. En vain, le capitaine du Sartines arbora-t-il le pavillon de cartel, l'Anglais fit l'aveugle et lui envoya plusieurs bordées qui tuèrent le capitaine du Sartines et deux hommes du régiment de Pondichéry. Quand le navire fut près de couler bas, l'Anglais l'abandonna. II faisait quatre pouces d'eau par heure, quand il parvint le 3 mai à mouiller dans la rade de Cadix.
Le régiment de Pondichéry se rembarqua pour l'Inde en 1780 sur la flotte du comte du Chilleau.
Par ordonnance royale du 3 mars 1781, la 3e légion des Volontaires-étrangers de la Marine et la compagnie établie à la suite de l'artillerie de l'Isle de France sont supprimées et incorporées dans le régiment de Pondichéry pour former le 2e bataillon.
Arrivé en vue de Pondichéry en février 1782, il prit terre et contribua, dans le cadre des guerres du Mysore, avec le régiment d'Austrasie à la prise de Gondelour et au siège de Trinquemalé, et en 1783 à la défense de Gondelour.
A la paix, le régiment reprit possession de Pondichéry et des autres établissements français de l'Inde.
En février 1791, le régiment de Pondichéry n'arrivant pas a recruter, le 2e bataillon est incorporé dans le 1er bataillon pour le compléter.

### 107erégimentd'infanterie de ligne ci-devant Pondichéry (1791-1793)
Par décret rendu par l'Assemblée nationale constituante, le 11 juillet 1791, tous les régiments et bataillons coloniaux des régiments du Cap, de Pondichéry, de l'Île de France, de la Martinique, de la Guadeloupe, Port-au-Prince et de l'Île-de-Bourbon, prendront les numéros 106, 107, 108, 109, 110 et 111. Il leur sera envoyé les drapeaux décrétés pour les régiments de ligne.

#### Guerres de la Révolution française - Guerre de la première Coalition
A la fin de juin 1793, pendant la guerre de la Première Coalition, durant les guerres de la Révolution française, une armée anglaise, composée de 5 000 soldats européens et de 17 000 Cipayes vint mettre le siège devant Pondichéry. Cette ville résista pendant quarante et un jours de tranchée ouverte. Elle se rendit le 31 août, et les 570 hommes
qui restaient encore du régiment de Pondichéry demeurèrent prisonniers de guerre et les 2 bataillons de cipayes Français furent licenciés.
Il n'est pas besoin de dire que les 189e et 190e demi-brigade que devait former le régiment de Pondichéry n'ont jamais existé.
Ainsi disparaît pour toujours le 107e régiment d'infanterie ci-devant Pondichéry, partageant le sort de tous ces vieux régiments qui depuis deux siècles avaient défendu si intrépidement la patrie contre toutes les coalitions.